# Brasseuse
Brasseuse is een gemeente in het Franse departement Oise (regio Hauts-de-France) en telt 111 inwoners (2009). De plaats maakt deel uit van het arrondissement Senlis.

## Geografie
De oppervlakte van Brasseuse bedraagt 8,4 km², de bevolkingsdichtheid is dus 13,2 inwoners per km².
De onderstaande kaart toont de ligging van Brasseuse met de belangrijkste infrastructuur en aangrenzende gemeenten.

## Demografie
Onderstaande figuur toont het verloop van het inwonertal (bron: INSEE-tellingen).